# Imrich Točka
Imrich Točka (Tormos, 1941. június 23. – 2020. május 9.) professzor, numizmatikus, kampanológus.

## Élete
A nyitrai Mezőgazdasági Főiskolán végzett. A mai Szlovák Mezőgazdasági Egyetemen tanított. 
Helytörténettel, numizmatikával, kampanológiával, vadászattörténettel és műemlékek mentésével foglalkozott. A Szlovák Vadászkamara elnöke és a Szlovák Numizmatikai Társaság nyitrai részlegének elnöke volt. Numizmatikai gyűjteményét Nyitra városának (Nyitra Mente Múzeuma) adományozta.
Azonosította az elveszettnek hitt tormosi Fájdalmas Krisztus szobrot (1770), illetve a jelenleg legrégebbi nyitrai harangot (Nepomuki Szent János) a zobori Szent Orbán plébániatemplomban. 2013-tól a Zobori Szépítő Egyesület alapító tagja. 2016-ban visszahelyezték a helyére a zobori Nepomuki Szent János szobrot, illetve a tormosi temetőből is megmentett egy Nepomuk szobrot.

## Elismerései
- 2011 Nyitra polgármesterének díja
- 2016 Nyitra város díja
- 2019 Nyitrai Kerületi Önkormányzat Díja 2018 (Cena NSK)[3]

## Művei

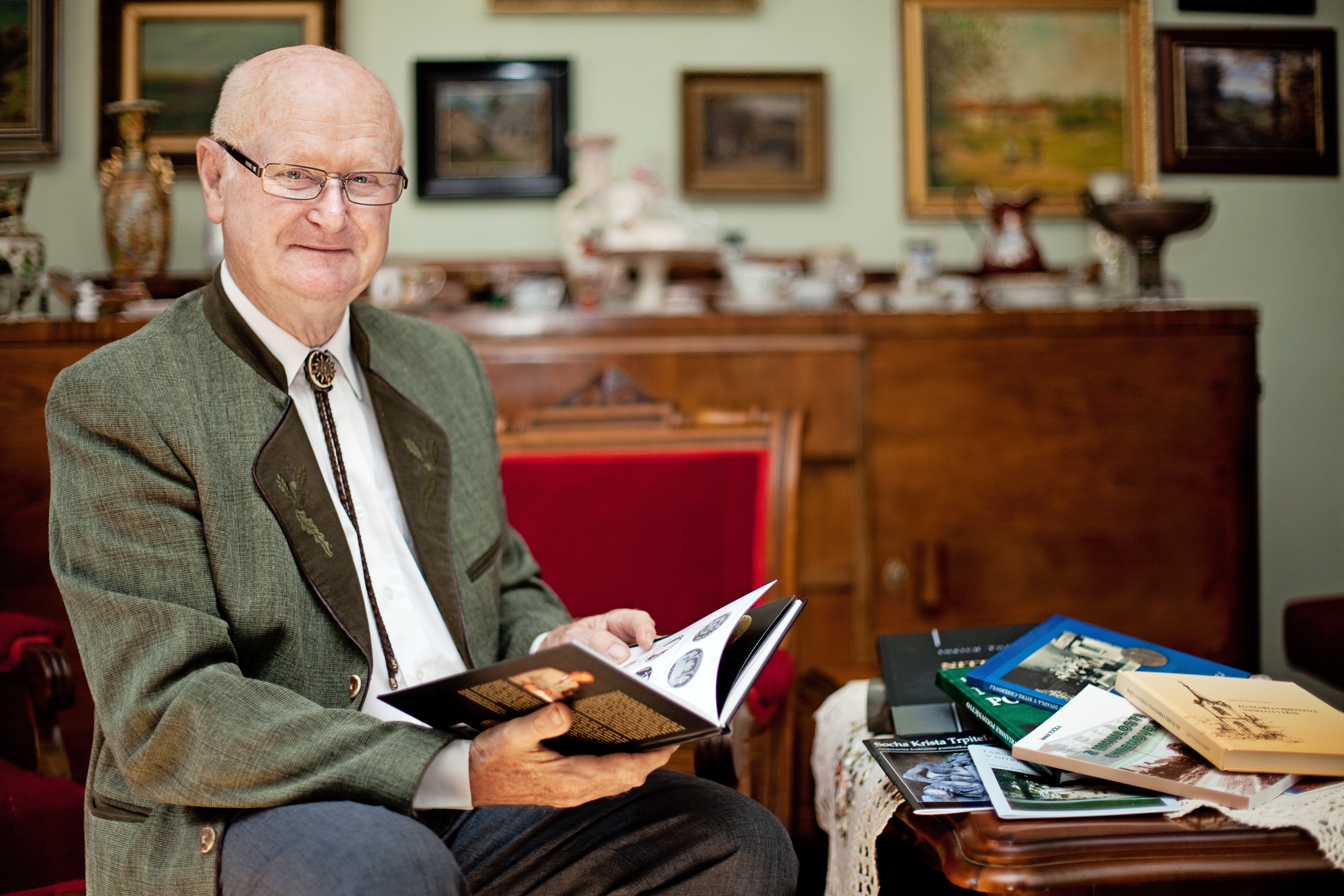
Nyitrán a könyveivel

- 2002 Tormoš – Chrenová, dejiny obce
- 2003/2013 Farský kostol sv. Martina v Nitre – Chrenovej
- 2006 Z minulosti Chrenovej
- 2012 Socha Krista Trpiteľa – najstaršia kultúrna pamiatka Chrenovej.
- 2012 Zvony starej Nitry (Nitrianske zvony)
- 2013 Nitrianske poľovníctvo
- 2013 Cyrilo-Metodská misia na medailách (tsz. Ivan Kiko)
- 2014 Zobor.
- 2015 Tormoš / Chrenová v zrkadle času (tsz. Gabriel Točka)
- 2016 Pamiatka historickej tragédie vo Fabianovej doline
- 2016 Historky spod Mačacieho zámku
- 2017 Historky spod Nitrianskeho hradu
- 2018 Zvony Podzoboria – Zoboralja harangjai. (tsz. Alexander Fehér)
- 2018 Poľovníckym chodníkom
- 2019 Tajomstvo historického pamätníka v Ladiciach. Ladice. ISBN 978-80-570-1007-4
- 2019 Záchranca prenasledovaných
- Zo starej Chrenovej veselo i vážne
- História ochotníckeho divadla v Nitre-Chrenovej
- Nitra na medailérskych pamiatkach

### Művei
- Imrich Točka–Alexander Fehér: Zvony Podzoboria / Zoboralja harangjai; szerzői, Nyitra, 2017